# オオマルバノホロシ
オオマルバノホロシ（学名：Solanum megacarpum）は、ナス科ナス属の多年草。

## 特徴
地下に匍匐する根茎があり、そこから長い茎を伸ばす。茎はやわらかく、表面は褐色で、少し毛があるか無毛で、断面は円く、枝はややつる性となる。葉は互生し、長さ1.5-2.5cmになる葉柄があり、葉身は卵形から狭卵形で、長さ4-9cm、幅2-4cmになる。葉先は短くとがり、縁は全縁、基部は円形で、葉はほとんど無毛であるが、葉柄、葉の縁、葉脈上に短毛が生える。
花期は8-9月。茎の途中からまばらに分枝する、葉より長い集散花序をつけ、青紫色の花を数個-10個つける。萼は皿形で、先は5裂する。花冠は5深裂し、開くと径1-1.5cmになり、各裂片の先はとがり、基部付近で背面に反り返る。花冠裂片の基部、花喉部に緑色の斑紋がある。雄蕊は黄色で5個あり、花の中心部に集まって直立し、葯は長さ5mmの細長いとがった槍状で、その先端が小さく開いて花粉を散らす。子房は2室からなり、花柱は糸状。果実は長さ12-15mmになる楕円形の液果で先がややとがり、秋に赤色に熟す。果実は有毒であり、食べられない。

## 分布と生育環境
本州（京都府以北・千葉県以北）、北海道、南千島、サハリンの冷温帯に分布し、低地や山地の湿原など、湿り気のある場所に生育する。尾瀬などにも多く生育している。夏に穂をなして花を開き、実は秋に熟す。

## ギャラリー

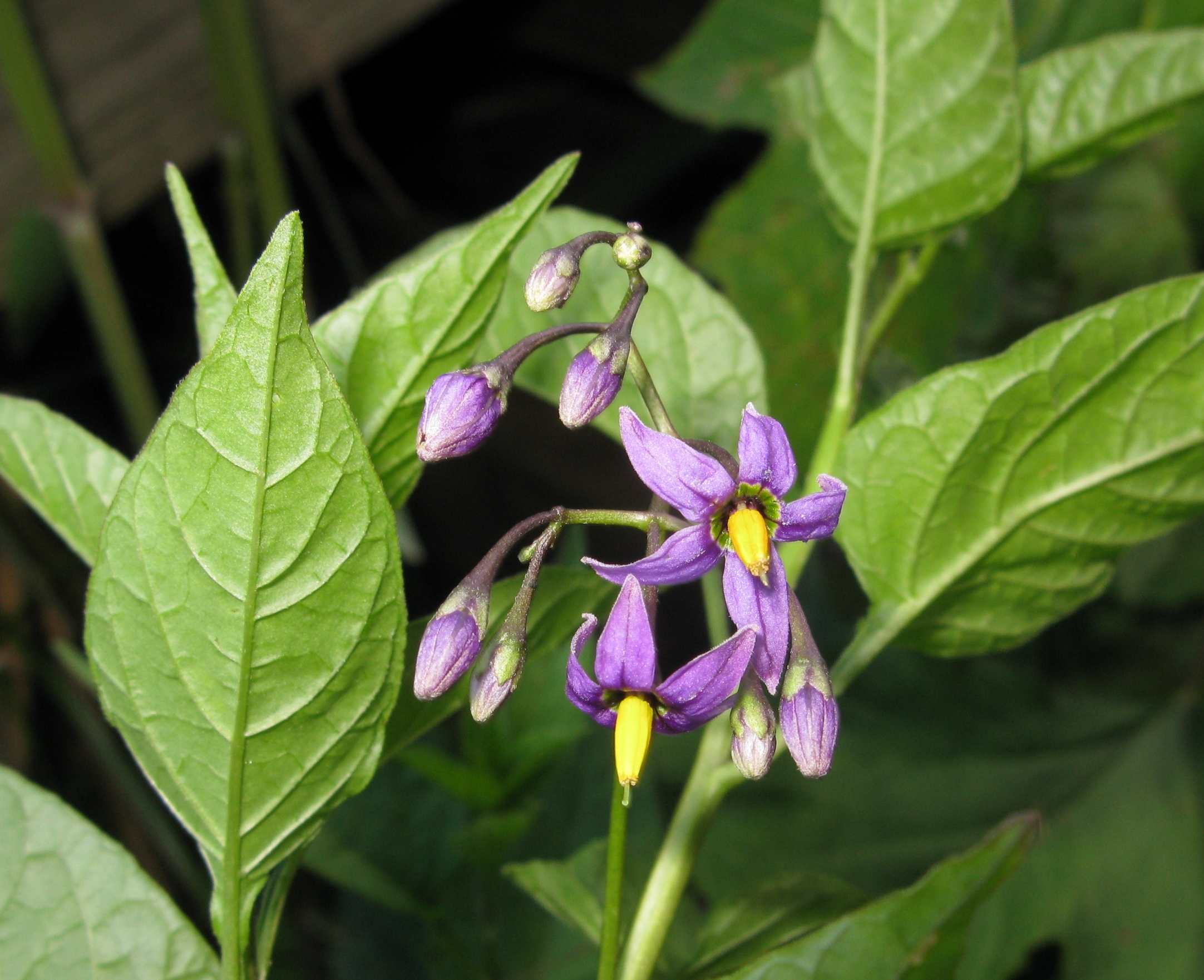
花喉部に緑色の斑紋がある。
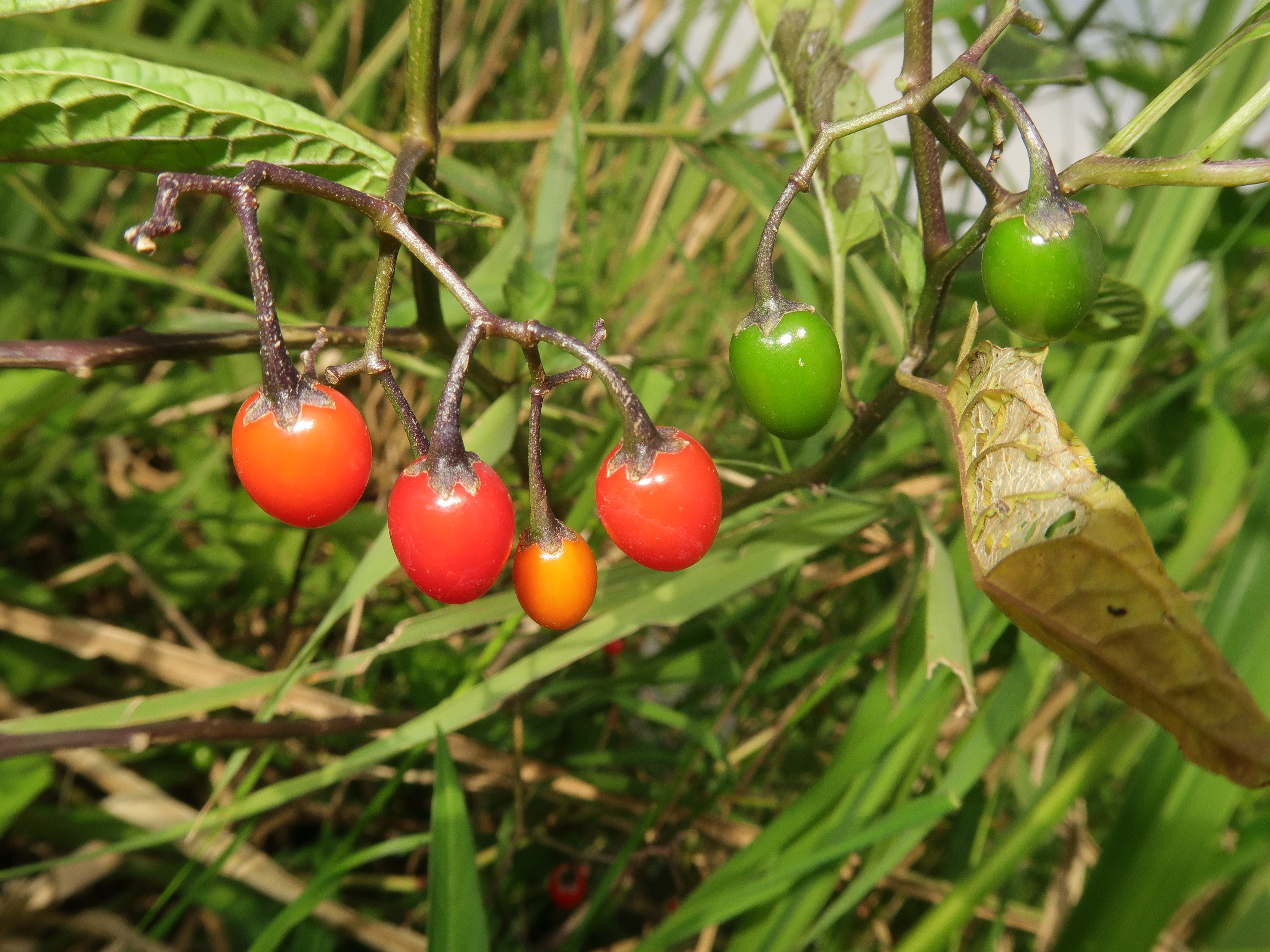
果実は先がややとがる楕円形の液果で、秋に赤色に熟す。

## 近縁種
- ヤマホロシ Solanum japonense Nakai
- ヒヨドリジョウゴ Solanum lyratum Thunb.
- マルバノホロシ Solanum maximowiczii Koidz.